# Борис Годунов (фільм, 1987)
Бори́с Годуно́в — радянський художній музичний телефільм, знятий на кіностудії «Укртелефільм» у 1987 році. Екранізація однойменної опери М. П. Мусоргського. Фільм знімався в Суздалі.

## Синопсис
Дія відбувається в Росії і Польщі у 1598—1605 роках. Після смерті недоумкуватого царя Федора Івановича на Московський трон за рішенням Земського собору приходить Борис Годунов, який ще за Івана Грозного інтригами, союзами та завдяки шлюбу своєї сестри Ірини з царевичем Федором став дуже впливовим і здобув владу при дворі. Але раптово з'являється новий претендент на престол — той, хто видає себе за молодшого сина Грозного царевича Димитрія, офіційно загиблого в Угличі у 1591 році. Самозванець з'являється в Польщі і, діставши підтримку князя Вишневецького, сандомирського воєводи Мнішека і його дочки прекрасної Марини, повертається в Росію. Незважаючи на те, що і церква, і Василь Шуйський, який розслідував обставини загибелі Димитрія в Угличі, заперечують автентичність царевича, він, наближаючись до Москви, набуває дедалі більшої популярності в народу і стає реальною загрозою для царя Бориса. Хто ж він насправді — зухвалий авантюрист, істинний царевич або привид, що з'явився помститися за давно забутий злочин?

## У ролях
- Анатолій Кочерга — Борис Годунов
- Олег Ісаєв — Григорій Отрєп'єв (співає Сергій Дубровін)
- Валерій Шептекіта — Василь Шуйський (співає Володимир Гуров)
- Іван Гаврилюк — Андрій Щєлкалов, думний дяк (співає Іван Пономаренко)
- Самойлов Євген Валеріанович — Пімен (співає Валентин Пивоваров)
- Юрій Дубровін — Юродивий (співає Олександр Дяченко)
- Ірина Малишева — Марина Мнішек (співає Людмила Юрченко)
- Ігор Стариков — Рангоні (співає  Анатолій Мокренко)
- Роман Філіппов — Варлаам (співає Владилен Грицюк)
- Валентин Макаров — Мисаїл (співає Микола Хоружий)
- Валентина Шевель — Шинкарка (співає  Галина Туфтіна)
- Анатолій Суханов — Царевич Федір, син Годунова (співає Юрій Біденко)
- Ольга Суржа — Царівна Ксенія Годунова (співає  Гізела Ципола)
- Антоніна Лефтій — Мамка Ксенії (співає Галина Павлова)
- Георгій Дворников — Митюха (співає Сергій Матвєєв)

## Творча група
- Режисер-постановник:  Борис Небієрідзе
- Автори сценарію: Святослав Крутиков,  Борис Небієрідзе
- Композитор: Модест Мусоргський
- Оператор-постановник: Кирило Роміцин
- Художник-постановник: Олег Костюченко
- Художник-декоратор: Володимир Рудько
- Хормейстер:  Лев Венедиктов
- Балетмейстер:  Ксенія Рябінкіна
- Оркестр і хор Київського Державного академічного театру опери і балету УРСР імені Т. Г. Шевченка
- Диригент:  Стефан Турчак